# Мирный план Китая
«Позиция Китая по политическому урегулированию украинского кризиса» (также «Мирный план Китая») — опубликованный 24 февраля 2023 года документ МИД КНР, который отражает взгляд китайских властей на мирное завершение войны между Украиной и Россией. Часто именуемый «планом» документ не содержал конкретных мер и состоял из ранее озвученных китайскими властями тезисов о приверженности международному праву, из-за чего некоторые комментаторы расценили его как символический жест, адресованный странам Запада.

## История
Глава канцелярии комиссии по иностранным делам ЦК КПК Ван И анонсировал публикацию предложений Китая по мирному завершению войны между Украиной и Россией 18 февраля 2023 года. Объявлению предшествовали многочисленные контакты Китая и России на высшем уровне в отсутствие обсуждений с участием Украины. Комментаторы ожидали, что документ будет обнародован в ходе заседания Генеральной ассамблеи ООН 23 февраля, однако этого не произошло, а сам Китай воздержался от голосования по резолюции ES-11/6, которая требовала вывода российских войск из Украины.
Документ был опубликован 24 февраля 2023 года в годовщину российского вторжения на Украину в 2022 году. Он стал первой крупной международной инициативой КНР после XX съезда КПК в октябре 2022, в ходе которого Си Цзиньпин вопреки сложившейся в стране политической традиции был переизбран генеральным секретарём ЦК КПК на третий срок. В этом контексте перед «мирным планом» стояла задача вернуть Китай в большую международную политику после пандемии COVID-19. Вопреки ожиданиям, документ не содержал конкретных предложений и состоял из обтекаемых формулировок и многократно повторённых тезисов о верховенстве устава ООН, уважения территориальной целостности и т. д.

## Предложения
Документ включает 12 тезисов, которые сводятся к следующим пунктам:
1. Уважение суверенитета, гарантии независимости и территориальной целостности всех стран, примат международного права без «двойных стандартов».
2. Отказ от «менталитета Холодной войны», уважение интересов безопасности отдельных стран, отказ от усиления и расширения военных блоков.
3. Прекращение огня.
4. Начало мирных переговоров.
5. Разрешение гуманитарного кризиса.
6. Защита гражданских лиц и военнопленных в соответствии с международным гуманитарным правом.
7. Обеспечение безопасности атомных электростанций.
8. Снижение стратегических рисков, недопущение использования химического, биологического или ядерного оружия.
9. Гарантии вывоза зерна в рамках Черноморской зерновой инициативы.
10. Отказ от односторонних санкций.
11. Обеспечение стабильности цепочек производства и поставок для защиты мировой экономики.
12. Содействие послевоенному восстановлению Украины.

Формально документ китайского МИДа не является планом: это набор предложений, которые китайская сторона излагала на протяжении всего года после начала вторжения. В документе не описаны механизмы, которые помогли бы достичь мира, и нет ответов на ключевые вопросы, например, о статусе территорий, оккупированных Россией в ходе российско-украинской войны. Слово «война» в документе не упоминается, как и осуждение российской агрессии.

## Оценки
Комментаторы отмечали, что документ был в большей степени адресован странам Запада, нежели России или Украине. Публикация документа совпала по времени с обнародованием докладов американской разведки о текущих обсуждениях возможных поставок китайского оружия в Россию, которые Китай отрицал. Тезисы «плана» были призваны подчеркнуть верность Китая принципам международного права и современному миропорядку, против которых выступает Россия. Сотрудничество со странами Запада имеет для Китая несоизмеримо больший вес, чем близкие связи с Россией. Поэтому впоследствии китайским дипломатам пришлось оправдываться за заявления о «безграничной дружбе» России и Китая, сделанное в ходе визита Си Цзиньпина в Москву.
Опубликованный документ стал частью позиционирования Китая как медиатора в разрешении международных конфликтов (ранее страна также выступила посредником в заключении перемирия между Ираном и Саудовской Аравией). Тем более, что лидеры европейских стран прямо призывали Китай применить свой дипломатический вес для влияния на российские власти. Эта политика направлена на страны «Глобального Юга», которым Китай предлагает себя в качестве альтернативной точки влияния, отличной от западных стран, не поддерживающей военные конфликты и выступающей с твёрдых консервативных позиций.
Китаисты указывали, что предложенный Китаем подход к мирному урегулированию, в первую очередь, отвечает его собственным интересам. Китай не заинтересован ни в триумфе, ни в разгроме России: последняя играет большую роль в обеспечении энергетической безопасности Китая, а благодаря беспрецедентным санкциям Китай имеет возможность покупать российские ресурсы на выгодных для себя условиях. Россия же становится всё более зависимой от Китая, входя в его политическую и экономическую орбиту. В интересах Китая завершение конфликта, которое позитивно скажется на глобальной экономике и снизит ядерную напряжённость после неоднократных российских угроз применения ядерного оружия, однако страна получает свою выгоду от сохранения напряжённости, которая оттягивает внимание и ресурсы политических оппонентов Китая.

## Реакция
Украинские власти отреагировали на инициативу Китая сдержанно-дипломатично, приветствуя сам факт предложений, но отмечая отсутствие в документе критически важных для Украины условий, например, вывода российских войск. В США, Европейском союзе и НАТО к «плану» отнеслись со скепсисом, поставив под сомнение способность Китая быть непредвзятым посредником, пока страна не осуждает российскую агрессию и продолжает обвинять в развязывании конфликта ЕС и НАТО.
В марте 2023 года предложения Китая упоминались в ходе визита Си Цзиньпина в Москву, но вся поездка носила символический характер, и страны не подписали каких-либо важных соглашений. В последующие весенние месяцы глава делегации Китая по урегулированию российско-украинского конфликта Ли Хуэй провёл серию встреч в Брюсселе, Берлине, Париже, Варшаве и других европейских столицах, а также Москве и Киеве для продвижения «мирного плана». Однако китайские предложения, в том числе, сохранение за Россией захваченных территорий, не нашли отклика среди стран ЕС.
Российские власти встретили мирную инициативу Китая с умеренным одобрением: после публикации текста пресс-секретарь президента России Дмитрий Песков назвал его заслуживающим внимания, а Владимир Путин в ходе пресс-конференции, приуроченной к визиту Си Цзиньпина отметил, что китайский план может быть взят за основу дипломатического урегулирования в будущем. Спустя год накануне встречного визита в Китай Путин в интервью агентству «Синьхуа» вновь сообщил о поддержке мирного плана Китая, который, по его словам, отражает понимание причин конфликта и его геополитического значения.